# Liste der Kardinalskreierungen Pius’ VI.

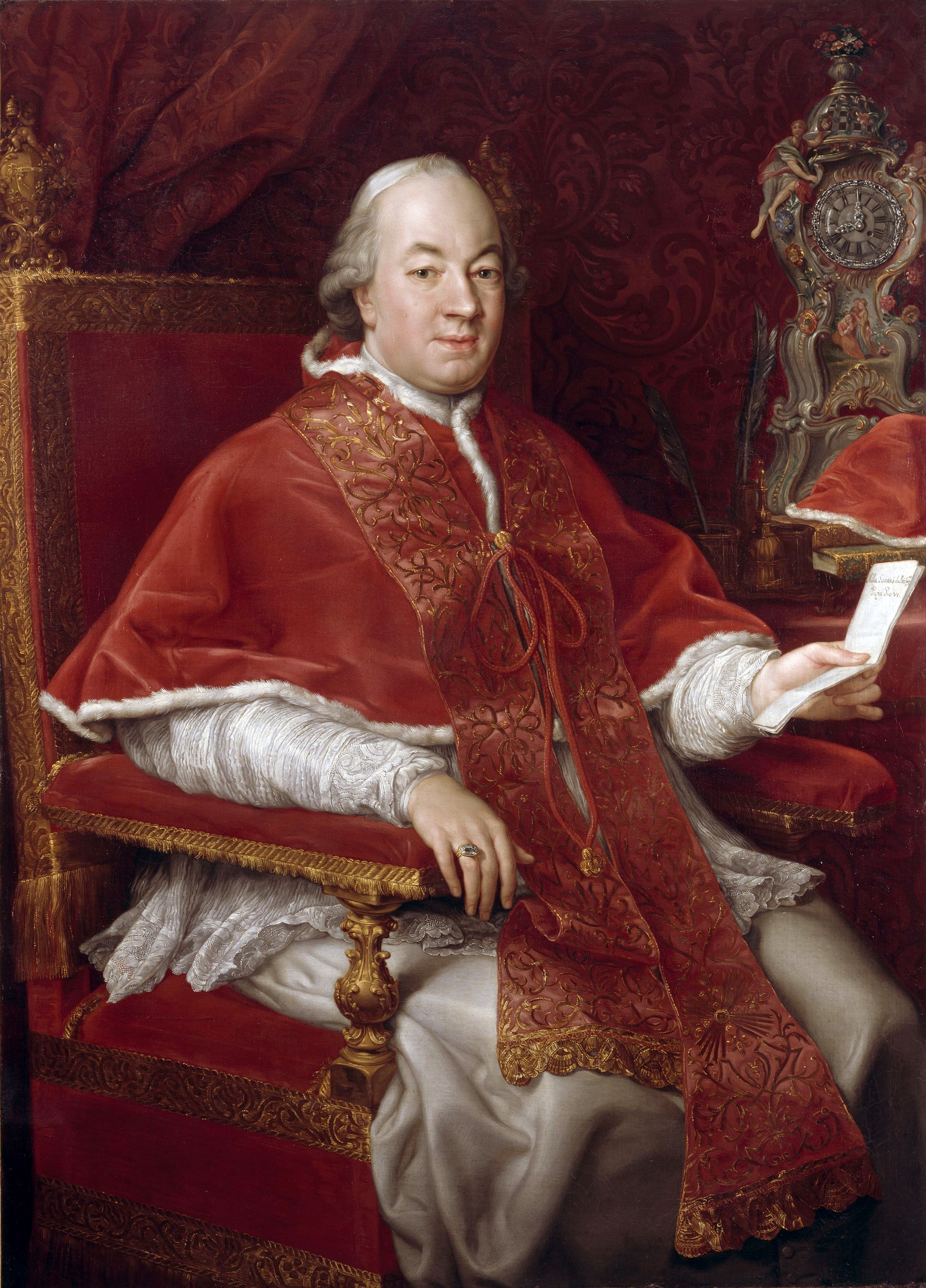
Pius VI.

Im Verlaufe seines Pontifikates (1775–1799) kreierte Papst Pius VI. 76 Kardinäle in 23 Konsistorien.

## 24. April 1775
- Leonardo Antonelli
- Bernardino de Vecchi

## 29. Mai 1775
- in pectore Giovanni Carlo Bandi

## 17. Juli 1775
- in pectore Francesco Maria Banditi Theat.
- in pectore Ignazio Gaetano Boncompagni-Ludovisi

## 11. November 1775
- Kardinal in pectore veröffentlicht: Giovanni Carlo Bandi

## 13. November 1775
- Juan Tomás de Boxadors y Sureda de San Martín OP
- Kardinal in pectore veröffentlicht: Francesco Maria Banditi Theat.
- Kardinal in pectore veröffentlicht: Ignazio Gaetano Boncompagni-Ludovisi

## 15. April 1776
- in pectore Luigi Valenti Gonzaga
- in pectore Giovanni Archinto

## 20. Mai 1776
- Guido Calcagnini
- Angelo Maria Durini
- Kardinal in pectore veröffentlicht: Luigi Valenti Gonzaga
- Kardinal in pectore veröffentlicht: Giovanni Archinto

## 23. Juni 1777
- Bernardino Honorati
- Marcantonio Marcolini
- Guglielmo Pallotta
- Gregorio Antonio Maria Salviati
- Kardinal in pectore niemals veröffentlicht
- Kardinal in pectore niemals veröffentlicht

- in pectore Vincenzo Maria Altieri
- in pectore Andrea Gioannetti OSB Cam.
- in pectore Hyacinthe Sigismond Gerdil CRSP
- in pectore Giovanni Ottavio Manciforte Sperelli

## 15. Dezember 1777
- Kardinal in pectore veröffentlicht: Andrea Gioannetti OSB Cam.
- Kardinal in pectore veröffentlicht: Hyacinthe Sigismond Gerdil CRSP

## 1. Juni 1778
- Francisco Javier Delgado Venegas
- Dominique de La Rochefoucauld
- Johann Heinrich von Frankenberg
- József Batthyány
- Tommaso Maria Ghilini
- Carlo Giuseppe Filippa della Martiniana
- Louis René Édouard de Rohan-Guéméné
- Fernando de Sousa e Silva
- Giovanni Cornaro
- Romoaldo Guidi

## 12. Juli 1779
- Franziskus von Paula Herzan von Harras

- in pectore Alessandro Mattei

## 11. Dezember 1780
- Paolo Francesco Antamori
- Kardinal in pectore veröffentlicht: Vincenzo Maria Altieri
- Kardinal in pectore veröffentlicht: Giovanni Ottavio Manciforte Sperelli

## 22. Mai 1782
- Kardinal in pectore veröffentlicht: Alessandro Mattei

## 16. Dezember 1782
- Giuseppe Maria Capece Zurlo Theat.

- in pectore Raniero Finocchietti

## 20. September 1784
- Giovanni Andrea Archetti

- Kardinal in pectore niemals veröffentlicht

## 14. Februar 1785
- Giuseppe Garampi
- Giuseppe Maria Doria Pamphilj
- Vincenzo Ranuzzi
- Nicola Colonna di Stigliano
- Barnaba Chiaramonti OSB (später Papst Pius VII.)
- Muzio Gallo
- Giovanni De Gregorio
- Giovanni Maria Riminaldi
- Paolo Massei
- Francesco Carrara
- Fernando Spinelli
- Antonio Maria Doria Pamphilj
- Carlo Livizzani Forni

- in pectore Carlo Bellisomi

## 18. Dezember 1786
- Romoaldo Braschi-Onesti

## 29. Januar 1787
- Filippo Carandini

## 17. Dezember 1787
- Kardinal in pectore veröffentlicht: Raniero Finocchietti

## 7. April 1788
- José Francisco Miguel António de Mendoça Valdereis

## 15. Dezember 1788
- Étienne Charles de Loménie de Brienne

## 30. März 1789
- Antonio de Sentmenat y Castellá
- Francisco Antonio de Lorenzana y Butrón
- Ignazio Busca
- Vittorio Maria Baldassare Gaetano Costa d’Arignano
- Louis-Joseph de Montmorency-Laval
- Joseph Franz Anton von Auersperg
- Stefano Borgia
- Tommaso Antici
- Filippo Campanelli

## 3. August 1789
- Ludovico Flangini Giovanelli

## 26. September 1791
- in pectore Fabrizio Dionigi Ruffo

## 18. Juni 1792
- Giovanni Battista Caprara Montecuccoli

## 21. Februar 1794
- Antonio Dugnani
- Ippolito Antonio Vincenti Mareri
- Jean-Siffrein Maury
- Giovanni Battista Bussi de Pretis
- Francesco Maria Pignatelli
- Aurelio Roverella
- Giovanni Rinuccini
- Filippo Lancellotti
- Kardinal in pectore veröffentlicht: Fabrizio Dionigi Ruffo
- Kardinal in pectore veröffentlicht: Carlo Bellisomi

## 1. Juni 1795
- Giulio Maria della Somaglia